# Penrhyn-coch
Penrhyn-coch är en by i Ceredigion i Wales. Byn är belägen 120,5 km 
från Cardiff. Orten har 1 287 invånare (2016).